# Alexandrina Cabral Barbosa
Alexandrina Cabral Barbosa, född 5 maj 1986 i Lissabon, är en portugisisk-spansk handbollsspelare (vänsternia). Hon spelade fram till 2009 för Portugals landslag och bytte sedan till Spaniens landslag. Med det spanska landslaget har hon spelat över 100 landskamper och gjort över 500 mål. De främsta meriterna är EM-silver 2014 och VM-silver 2019.

## Klubbkarriär
Alexandrina Cabral Barbosa spelade fram till 2005 i den portugisiska klubben Madeira Andebol SAD, sedan fram till 2008 i Spanien med Astroc Sagunto. Hon flyttade sedan till den rumänska klubben CS Rulmentul Brașov. Efter två år återvände hon till Spanien, där hon vann mästerskapet och cupen med SD Itxako 2011 och 2012. 
Säsongen 2012/13 spelade hon i Rumänien med CS Oltchim Râmnicu Vâlcea, med vilken hon blev rumänsk mästare 2013. Efter att Vâlcea ansökte om  konkurs flyttade hon i juli 2013 till tyska Bundesliga till Thüringer HC,där hon skrev på ett ettårskontrakt. Med klubben vann hon det tyska mästerskapet 2014. Från sommaren 2014 spelade hon för det franska  ligalaget CJF Fleury Loiret Handball.Med  Fleury Loiret vann hon det franska mästerskapet 2015. Inför säsongen 2016/17 flyttade hon till den ryska klubben GK Rostov-Don. Med Rostov vann hon EHF-cupen 2017 och ryska mästerskapet 2017 och 2018. Sommaren 2018 anslöt hon till den franska klubben Nantes Atlantique.  2020 anslöt hon till CSM Bukarest och vann det rumänska mästerskapet 2021. Hon bytte efter knäskada 2021 klubb till rumänska ligarivalerna CS Gloria 2018 Bistriţa-Năsăud. Cabral Barbosa spelade från 2003 till 2014 varje säsong med sin respektive klubb i EHF Champions League, hennes främsta framgång hittills var det finaldeltagandet säsongen 2010/11 med spanska SD Itxako.

## Landslagskarriär
Barbosa spelade för det portugisiska landslaget fram till 2009. Hon blev spansk medborgare 2012 och har spelat för Spanien sedan dess. 2014 tog hon silver i EM. Hon deltog i OS 2016 i Rio de Janeiro. Vid VM 2019 tog hon silver med det spanska laget. Cabral Barbosa valdes 2019 som vänsternia i  All-Star Team.  Hon spelade också i OS i Tokyo.